# Franz Chassot von Florencourt
Franz Chassot von Florencourt (* 4. Juli 1803 in Braunschweig; † 9. September 1886 in Paderborn) war ein deutscher Schriftsteller und Journalist.

## Leben
Nach dem Besuch des Martino-Katharineums Braunschweig studierte Florencourt ab 1824 Jura in Marburg und Gießen, wo er sich politisch interessierten Burschenschaften anschloss. So wurde er 1824 Mitglied der Alten Marburger Burschenschaft/Allgemeinheit, 1826 Mitglied des Corps Vandalia I. und der Alten Burschenschaft Alemannia Marburg.
Des Weiteren gründete er in Braunschweig 1822 den später verbotenen Jünglingsbund.
Von 1834 an wurde er wegen „Demagogie“ sowie „schriftstellerischen Umtrieben“ über Jahrzehnte hinweg angeklagt. Er ist im Schwarzen Buch der Frankfurter Bundeszentralbehörde (Eintrag Nr. 437) festgehalten.
Mit dem späteren Kanonisten Friedrich Bernhard Christian Maassen gründete er 1849 die Zeitung Norddeutscher Correspondent. Diese Zeitung nahm eine betont kritische Haltung zur Verfassung von 1849 ein und erschien damals laufend mit einem Trauerrand. 1851 konvertierte er (gemeinsam mit Maassen u. a.) zum Katholizismus. In Köln gab er dann die Politische Wochenschrift heraus.
Als er 1873 den Krieg Preußens gegen Österreich (1866) „als ‚Sünde‘ gegen Demokratie und Recht verurteilt(e)“, führte diese Zeitungsnotiz zu verschiedenen Gerichtsprozessen gegen ihn. Jobst Paul beurteilt diesen Fall von „Gegendiskurs“ als ein „authentisches Beispiel“, wie die Geschichtsschreibung des 1871/72 entstandenen Regimes „selbst gerichtlich durchgesetzt wurde“.
Zuletzt schrieb er gemeinsam mit Karl Vogelsang, den er schon in Rostock beim Norddeutschen Korrespondenten kennengelernt hatte, im Vaterland, einer seit 1873 sozialreformatorisch engagierten Zeitung in Wien, wo er mit Maassen, der dort als Theologe lehrte, wieder zusammentraf.
Er ist Verfasser der ersten geschichtlichen Darstellung der Burschenschaftsbewegung.

## Kuriosa
Franz Chassot von Florencourt war Schwager von Jenny Marx, geb. von Westphalen.

## Werke
- Politische, kirchliche und literarische Zustände in Deutschland. Ein journalistischer Beitrag zu den Jahren 1838 und 1839. In Commission Bernh. Tauchnitz, Leipzig 1840 (Digitalisat)
- Zur preußischen Verfassungsfrage. Hoffmann und Campe, Hamburg 1847 (Digitalisat)
- Fliegende Blätter über Fragen der Gegenwart. Naumburg, Leipzig 1845
- Der Polenprozess und die Polenfrage im August 1847.  Verlags-Comptoirs, Grimma 1847
- Zur preußischen Verfassungsfrage. Hoffmann und Campe, Hamburg 1847 (Digitalisat)
- Frankfurt und Preußen. Verlags-Comptoirs, Grimma 1849 (Digitalisat)
- Meine Bekehrung zur christlichen Lehre und christlichen Kirche. Heft 1. Ferdinand Schönigh’s Buch- und Kunsthandlung, Paderborn 1852 (Digitalisat)
- Katholische Briefe. Erstes Heft. Friedrich Beck’s Verlagsbuchhandlung, Wien 1871 (Digitalisat)
- Die Sünde von 1866 und der Staatsanwalt in Paderborn. Eine gerichtliche Verhandlung. Verlag der Germania, Berlin 1873